# Mercedes 28/95 PS
Mercedes 28/95 PS — серія легкових автомобілів німецької автомобілебудівної компанії Daimler-Motoren-Gesellschaft (DMG), що випускалась у декількох модифікаціях у період з 1914 до 1924 року. Вона прийшла на зміну флагманському автомобілю Mercedes 37/95 PS. Модель заклала основу традицій фірми DMG у секторі ексклюзивних і потужних автомобілів і також розглядається як представник серії спортивних автомобілів разом з моделями з наддувними двигунами, що пішли слідом за нею (наприклад, K, S, SS, SSK і SSKL).
Модель Mercedes 28/95 PS ознаменувала появу наддувних двигунів для дорожніх і перегонових автомобілів. Автомобіль став одним з останніх продуктів фірми DMG, створених до її злиття у 1926 році з підприємством Карла Бенца в єдиний концерн — Daimler-Benz.

## Історична довідка

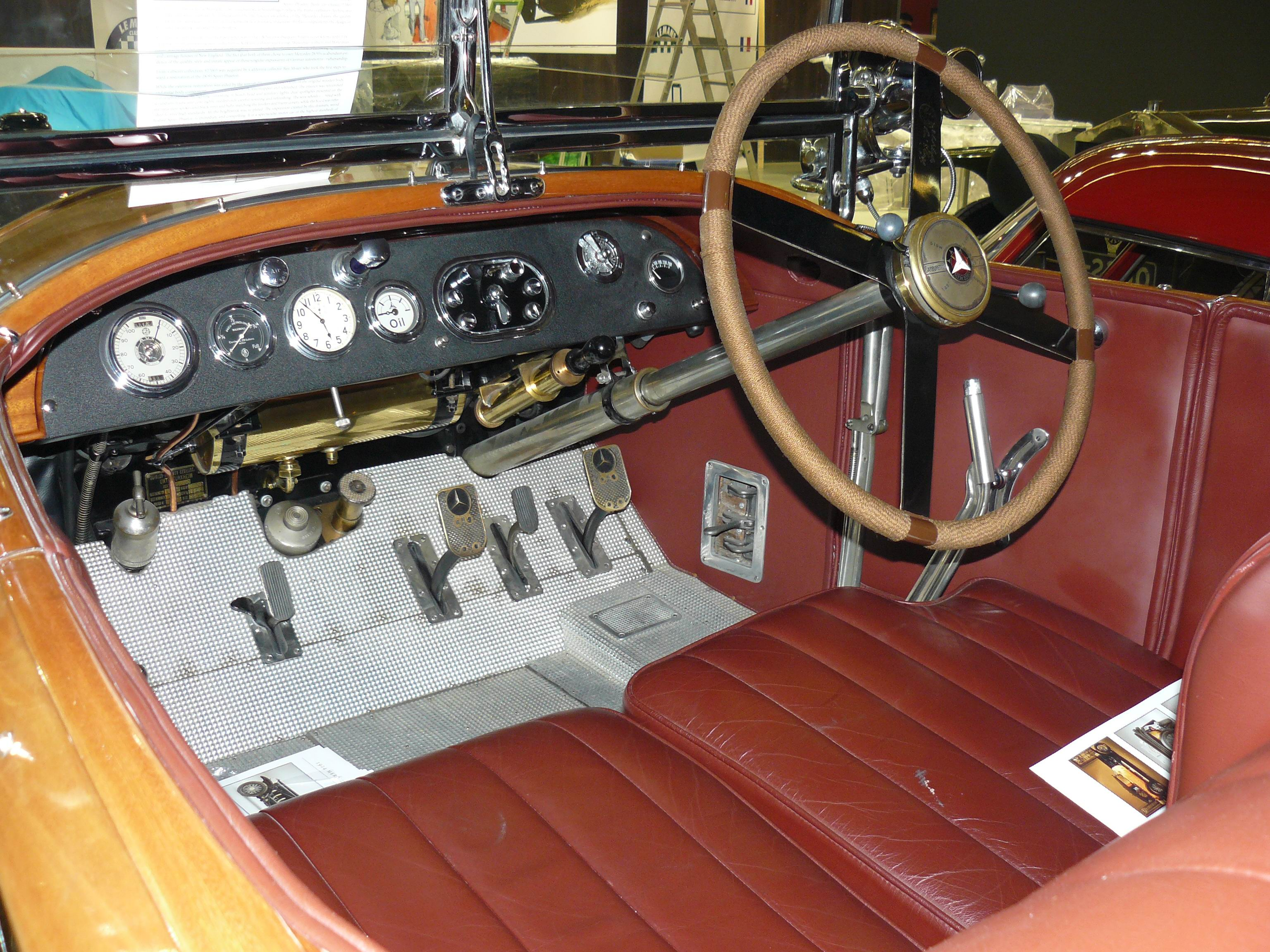
Вигляд Mercedes 28/95 PS (1924)

Перша версія моделі Mercedes 28/95 PS була випущена у 1914 році із достатньо незвичним і стильним відкритим кузовом. Автомобілі оснащувались характерним загостреним V-подібним радіатором з фірмовою емблемою марки, а зовнішні вихлопні труби у стандартному виконанні поміщались у гнучкі металеві шланги. Такі рішення згодом протягом десятиліття знаходили застосування на топових моделях марок «Mercedes» і «Mercedes-Benz». Окрім дизайну автомобіль виділявся і сучасними технологічними рішеннями. Так, наприклад, вперше автомобілі компанії DMG оснащувались системою газорозподілу з верхнім розташуванням розподільного вала і клапанами, розташованими під кутом V-подібно. За основу для даної конструкції було взято авіаційний силовий агрегат Daimler DF 80, який посів почесне друге місце (поступившись продукції фірми-конкурента Benz & Cie.) у конкурсі імператора Німеччини («Kaiserpreis») на кращий німецький авіаційний двигун у 1912 році.
У період 1914—1915 років було випущено всього 25 одиниць цієї моделі, так як Перша світова війна наклала свої обмеження на темпи й обсяги виробництва. Тим не менше, після закінчення війни випуск транспортних засобів було знову налагоджено, але вже з модифікованим двигуном. Пауль Даймлер, що обіймав посаду технічного директора на підприємстві свого батька, скористався можливістю, щоби переглянути конструкцію двигуна. Перші автомобілі були представлені вже у 1920 році. У новій версії циліндри двигуна більше не виготовлялись кожен окремо, а виливались парами (блоками). Механізм газорозподілу, що був відкритий до цього, отримав металеві кришки. Паливна суміш тепер формувалась двома карбюраторами типу «Pallas», по одному на три циліндри. Два впускних Y-подібних колектори були сполучені один з одним через балансувальну трубу для забезпечення рівномірнішого розподілу суміші.
Mercedes 28/95 PS представляв собою достатньо універсальний транспортний засіб, який використовувався для різних цілей. Автомобіль брав участь у перегонах, де його надійність та висока продуктивність змогла забезпечити пілотам перемоги. Транспортний засіб також використовувався як буденний дорожній автомобіль для звичайних водіїв. Багато випущених екземплярів оснащувалися великим та розкішним кузовом. Тим не менш, висока вартість автомобіля автоматично підвищувала статус моделі, внаслідок чого його купували переважно привілейовані та заможні особи. Виробництво серії тривало до 1924 року. Згодом на зміну прийшла модель 15/70/100 PS, що також випускалася з 1926 року під маркою «Mercedes-Benz». Усього за час випуску серії 28/95 PS за даними виробника було виготовлено 590 автомобілів.

## Опис конструкції

### Двигун

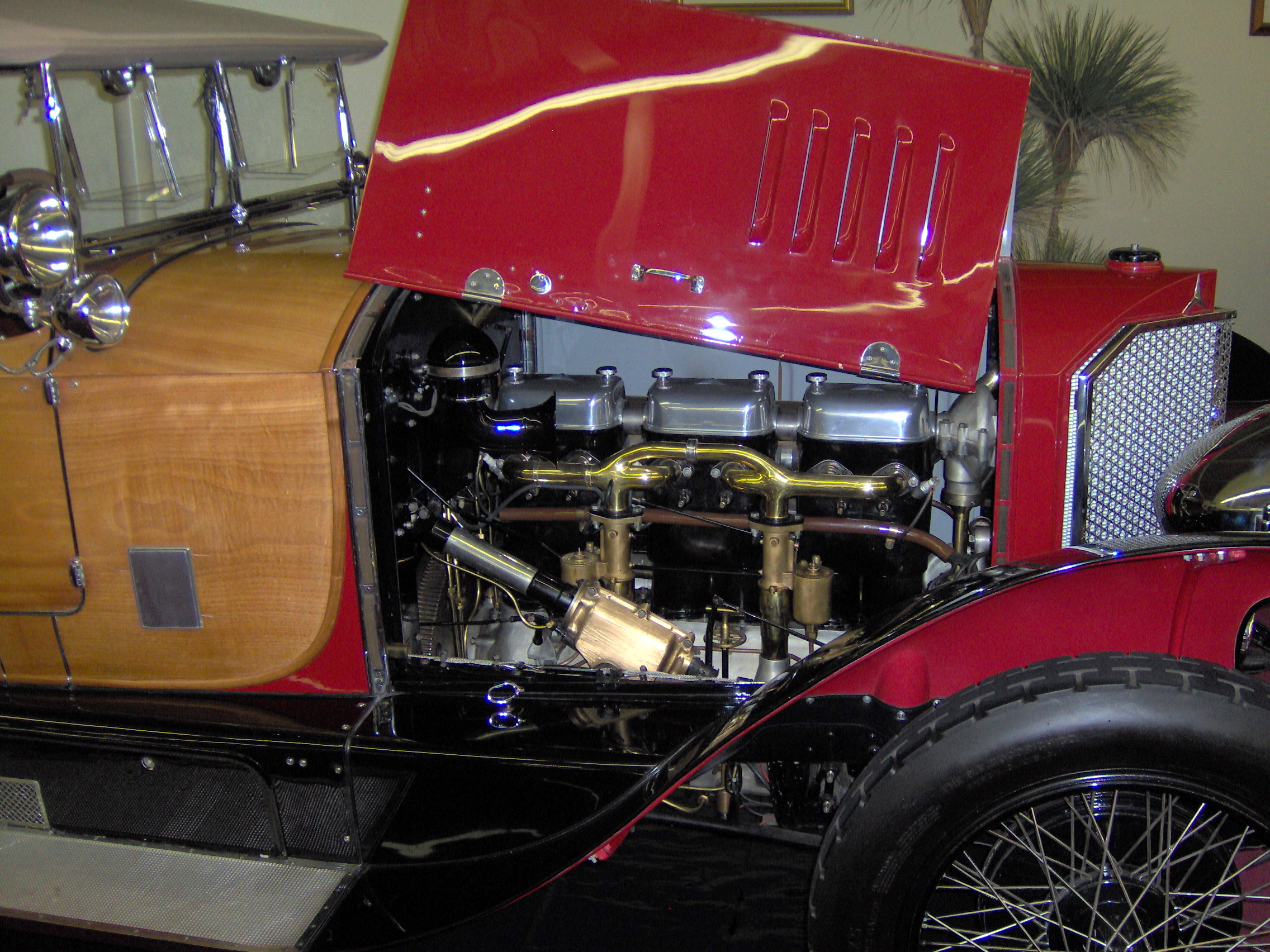
Двигун автомобіля Mercedes 28-95 PS (1924)

Усі автомобілі серії оснащувались чотирициліндровим атмосферним рядним шестициліндровим (L6) бензиновим двигуном внутрішнього згоряння з робочим об'ємом 7280 кубічних сантиметрів, що розміщався поздовжньо в передній частині кузова. Діаметр циліндрів становив 105 мм, а хід поршня — 140 мм. На циліндр було по одному впускному і одному випускному клапану, які розташовувались один відносно одного під кутом та приводились у дію одним розподільним валом верхнього розташування (SOHC) і два карбюратори фірми Pallas (Pallas-Vergaser-Gesellschaft m.b.H). Паливний бак місткістю 110 літрів знаходився під задньою частиною автомобіля. Потужність двигуна сягала 90—95 кінських сил при 1800 об/хв. При спорядженій масі у 1800 кілограм швидкість автомобіля сягала 110—140 км/год залежно від типу кузова, встановлених коліс та шин.
Після 1920 року в конструкції двигуна стали застосовуватись виготовлені ливарним способом блоки циліндрів з кожухом водяного охолодження. З 1922 року карбюратори фірми Pallas було замінено продукцією власного виробництва.

### Ходова частина
Шасі автомобіля проєктувалося так, щоб на нього можна було встановлювати інші кузови, виготовлені на замовлення. Рама була виконана із штампованого сталевого U-подібного профілю. Передні і задні колеса встановлювались на жорстку вісь. І спереду і ззаду використовувались напівеліптичні ресори та фрикційні амортизатори. Правостороннє рульове керування базувалось черв'ячно-гайковому механізмі. Потужність двигуна передавалася до заднього моста за допомогою конічної муфти зчеплення із шкіряними фрикційними накладками, чотириступінчастої механічної коробки передач та карданного вала. Використовувалось ножне механічне гальмо, яке діяло на приводний вал (з 1923 року також додатково встановлювались гальма і на передні колеса), а також механічне ручне гальмо, що діяло на задні колеса за допомогою гальмівних колодок.
На автомобілі встановлювалися колеса розміром 875×105 мм спереду та 895×135 мм, 895×150 мм або 935×135 мм ззаду (за фактом могли відрізнятися у більшу чи меншу сторону залежно від модифікації) з дерев'яними або дротяними спицями.

## Перегонова версія

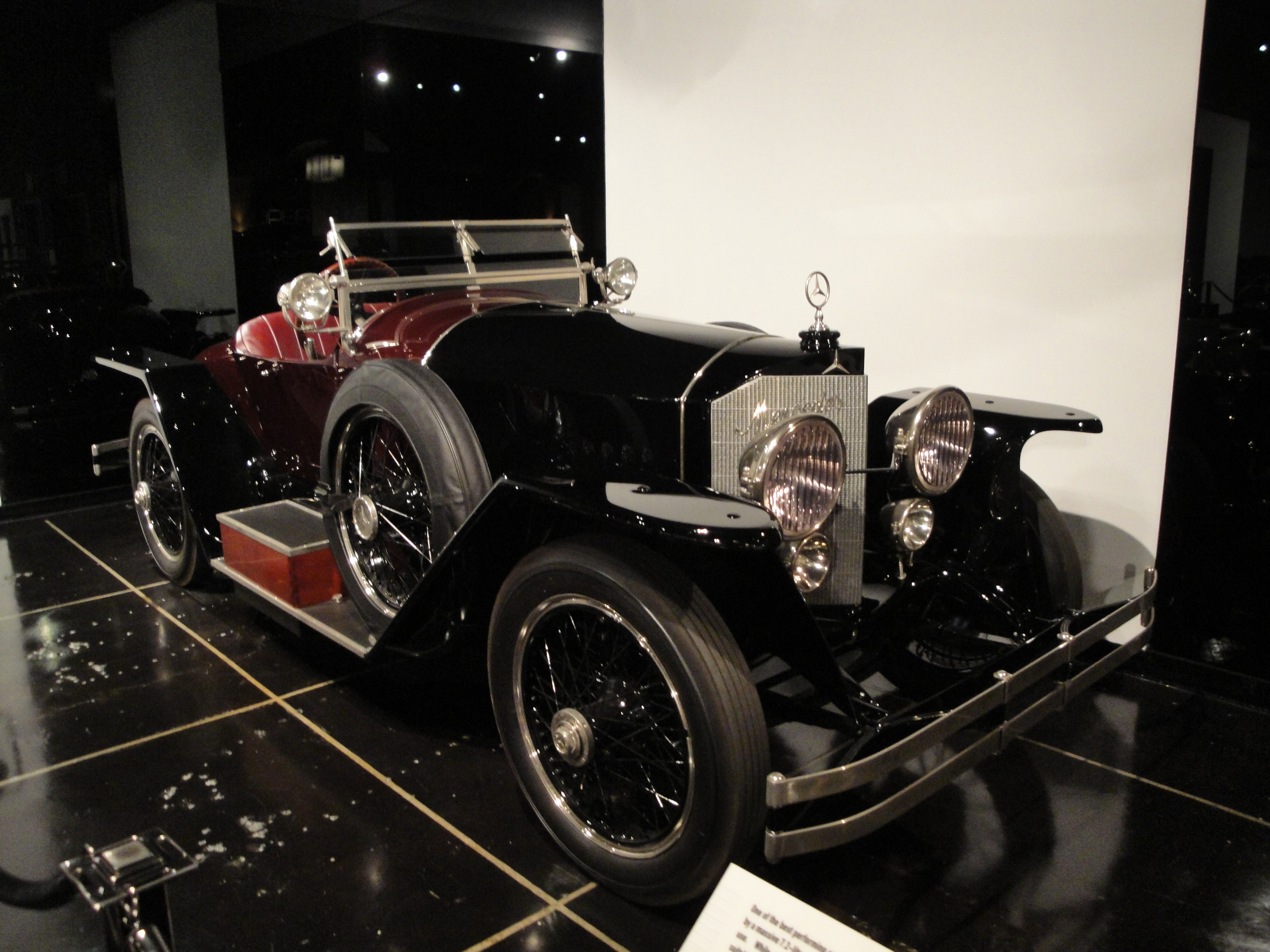
Перегонова версія для змагань Targa Florio

У 1921 році компанія Daimler-Motoren-Gesellschaft представила двомісний спортивний прототип моделі «Mercedes 28/95» в кузові типу «родстер» з колісною базою 3063 мм та масою 1800 кг. На ньому було встановлено тестовий двигун з нагнітачем, завдяки чому автомобіль у 1922 році здобув перемогу в гонці Targa Florio, у якій традиційно домінували італійці. Спортивна модель брала участь в категорії серійних автомобілів з робочим об'ємом силового агрегату понад 4,5 літра. Пілотом був німецький автогонщик Макс Зайлер, котрий уже до того у 1921 році здобув перемогу в категорії серійних моделей на автомобілі Mercedes 28/95 PS з атмосферним двигуном.
Гоночна версія моделі оснащувалась чотиритактним рядним двигуном типу M10546 з 6 циліндрами і робочим об'ємом в 7280 см3 (діаметр циліндра і хід поршня становили 105 і 140 мм відповідно) з вертикальним поздовжнім розташуванням. В конструкції двигуна використовувався один впускний і один випускний клапан верхнього розташування на циліндр, що приводились в дію від кулачкового вала через коромисло; колінчастий вал з 4 опорними підшипниками; два карбюратори; по одній свічці запалювання на циліндр і високовольтна система запалювання магнето виробництва компанії Bosch. Порядок роботи циліндрів був 1—5—3—6—2—4. В результаті двигун розвивав потужність у 99 к.с. при 1800 об/хв, а максимальна швидкість сягала приблизно 140 км/год. При активуванні компресора потужність двигуна зростала приблизно на 40 %, сягаючи 140 к.с..